# Norapella gracilis
Norapella gracilis is een vlinder uit de familie van de Megalopygidae. De wetenschappelijke naam van de soort is voor het eerst geldig gepubliceerd door Dognin.